# William Plumer (1759–1850)
William Plumer (ur. 25 czerwca 1759 w Newburyporcie, zm. 22 grudnia 1850 w Epping) – amerykański polityk.

## Życiorys
Urodził się 25 czerwca 1759 roku w Newburyporcie. W 1768 roku przeniósł się do Epping. Po odebraniu początkowej edukacji, studiował nauki prawne, został przyjęty do palestry i otworzył prywatną praktykę. Pełnił kilka funkcji lokalnych, a w latach 1785–1786, 1788, 1790–1791 i 1797–1800 zasiadał w legislaturze stanowej New Hampshire. W 1802 roku wygrał wybory uzupełniające do Senatu (z ramienia Partii Federalistycznej), mające obsadzić wakat po rezygnacji Jamesa Sheafe’a. Mandat pełnił do 1807 roku i nie ubiegał się o reelekcję. W latach 1810–1811 ponownie zasiadał w legislaturze stanowej, a rok później został wybrany gubernatorem New Hampshire, wybranym z nominacji Partii Demokratyczno-Republikańskiej. Mandat sprawował do 1813 i ponownie w latach 1816–1819. W roku 1820 był elektorem w czasie wyborów prezydenckich. Był jedyną osobą głosującą na Johna Quincy’ego Adamsa. W rzeczywistości był on zwolennikiem faworyta wyborów, Jamesa Monroego, ale nie chciał by ktokolwiek inny poza George’em Washingtonem dostąpił jednomyślnego wyboru. Po wyborach Plumer przeszedł na polityczną emeryturę, skupiając się na twórczości literackiej i utworzeniu New Hampshire Historical Society. Zmarł 22 grudnia 1850 roku w Epping.
Jego żoną była Sally Fowler, z którą miał sześcioro dzieci.